# Inna Zlidnis
Inna Zlidnis (1990. április 18. –) észt női válogatott labdarúgó. A magyar első osztályú bajnokságban érdekelt Ferencváros védője.

## Pályafutása

### Klubcsapatokban
Karrierjét Tallinnban, a TKSK Visa csapatánál kezdte, ahol 14 éves korában debütált. 2006-ban a Levadia Tallinn együtteséhez csatlakozott. 2014 januárjában a német másodosztályba szerződött, a Blau-Weiß Hohen Neuendorf gárdájához. A szezon végével igazolt a Ferencváros együtteséhez.

### A válogatottban
Három Universiadén (2009, 2011. 2013) lépett pályára Észtország válogatottjával.

## Sikerei, díjai

### Klubcsapatokban
Észt bajnok (3):
- Levadia Tallinn (3): 2007, 2008, 2009

 Észt kupagyőztes (1):
- Levadia Tallinn (1): 2009

 Magyar bajnok (4):
- Ferencváros (4): 2014–15, 2015–16, 2018–19, 2020–2021[8]

 Magyar kupagyőztes (6):
- Ferencváros (6): 2015, 2016, 2017, 2018, 2019, 2021

### A válogatottban
Észtország
- Balti kupa-győztes (6): 2008, 2009, 2010, 2012, 2013, 2014

### Egyéni
- Az év játékosa (4): 2016, 2017,[9] 2019, 2021[10]